# Carlo Visconti di Parma

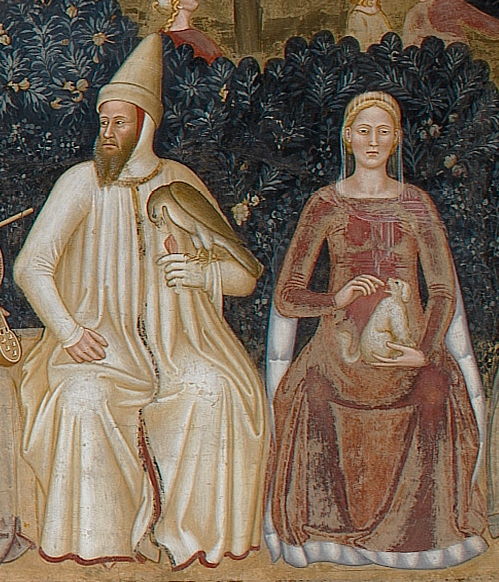
Bernabò Visconti e Beatrice, genitori di Carlo

Carlo Visconti (Milano, novembre 1359 – agosto 1403) fu un nobile milanese.

## Biografia
Signore di Parma, era figlio di Bernabò Visconti, signore di Milano e di Beatrice della Scala.
Nel 1379 Bernabò divise i suoi territori tra i cinque figli maschi legittimi Marco, Ludovico, Carlo, Rodolfo e Gianmastino: Carlo ottenne Cremona, Borgo San Donnino e Parma.
Il 6 maggio 1385 Gian Galeazzo Visconti fece, con uno stratagemma, catturare lo zio Bernabò con i figli Marco e Rodolfo. Tutti e tre furono rinchiusi nel castello di Trezzo, luogo in cui finirono i loro giorni. Con questo colpo di stato, Gian Galeazzo si impadronì di Milano. 
Carlo, costretto all'esilio, fuggì a Verona per cercare l'aiuto degli Scaligeri. Sua moglie Beatrice si recò invece con il primogenito dai Savoia. Sia Bona sia Giancarlo nacquero durante l'esilio.
A Milano Carlo non fece più ritorno: il 19 settembre 1391 infatti, accordandosi con Gian Galeazzo, ormai unico signore di Milano, firmò un pattò a Venezia in cui rinunciava ai suoi diritti ereditari sulla signoria in cambio però di un vitalizio. Inoltre si obbligò a risiedere in Baviera. Tuttavia, successivamente, gli fu concesso da Gian Galeazzo di stabilirsi a Venezia.

## Discendenza
Dapprima promesso sposo di Valentina Visconti, figlia di suo cugino Gian Galeazzo Visconti, sposò nell'agosto del 1382 Beatrice d'Armagnac, figlia di Giovanni II Conte d'Armagnac e vedova di Gastone IV di Foix. 
Da Beatrice ebbe quattro figli:
- Marco (1383-?);
- Verde (1384), morta neonata;
- Bona (ottobre 1385-1433), che sposò Guglielmo di Montauban;
- Giancarlo (?-1418), detto "Gianpiccinino".

## Ascendenza
|                        |                     |                       | Genitori                 |  |  | Nonni |  |  | Bisnonni          |  |  | Trisnonni         |  |
|                        |                     |                       |                          |  |  |       |  |  | Matteo I Visconti |  |  | Teobaldo Visconti |  |
|                        |                     |                       |                          |  |  |       |  |  | Matteo I Visconti |  |  | Teobaldo Visconti |  |
|                        |                     | Anastasia Pirovano    |                          |  |  |       |  |  | Matteo I Visconti |  |  |                   |  |
| Stefano Visconti       |                     |                       |                          |  |  |       |  |  | Matteo I Visconti |  |  |                   |  |
|                        |                     | Bonacossa Borri       | Squarcino Borri          |  |  |       |  |  |                   |  |  |                   |  |
|                        |                     | Bonacossa Borri       | Squarcino Borri          |  |  |       |  |  |                   |  |  |                   |  |
|                        |                     | Bonacossa Borri       | Antonia                  |  |  |       |  |  |                   |  |  |                   |  |
| Bernabò Visconti       |                     | Bonacossa Borri       |                          |  |  |       |  |  |                   |  |  |                   |  |
|                        |                     | Bernabò Doria         | …                        |  |  |       |  |  |                   |  |  |                   |  |
|                        |                     | Bernabò Doria         | …                        |  |  |       |  |  |                   |  |  |                   |  |
|                        |                     | Bernabò Doria         | …                        |  |  |       |  |  |                   |  |  |                   |  |
| Valentina Doria        |                     | Bernabò Doria         |                          |  |  |       |  |  |                   |  |  |                   |  |
|                        |                     | Eliana Fieschi        | …                        |  |  |       |  |  |                   |  |  |                   |  |
|                        |                     | Eliana Fieschi        | …                        |  |  |       |  |  |                   |  |  |                   |  |
|                        |                     | Eliana Fieschi        | …                        |  |  |       |  |  |                   |  |  |                   |  |
| Carlo Visconti         |                     | Eliana Fieschi        |                          |  |  |       |  |  |                   |  |  |                   |  |
|                        | Alboino della Scala | Alberto I della Scala |                          |  |  |       |  |  |                   |  |  |                   |  |
|                        | Alboino della Scala | Alberto I della Scala |                          |  |  |       |  |  |                   |  |  |                   |  |
|                        | Alboino della Scala | Verde di Salizzole    |                          |  |  |       |  |  |                   |  |  |                   |  |
| Mastino II della Scala | Alboino della Scala |                       |                          |  |  |       |  |  |                   |  |  |                   |  |
|                        |                     | Beatrice da Correggio | Giberto III da Correggio |  |  |       |  |  |                   |  |  |                   |  |
|                        |                     | Beatrice da Correggio | Giberto III da Correggio |  |  |       |  |  |                   |  |  |                   |  |
|                        |                     | Beatrice da Correggio | Elena Malaspina          |  |  |       |  |  |                   |  |  |                   |  |
| Beatrice della Scala   |                     | Beatrice da Correggio |                          |  |  |       |  |  |                   |  |  |                   |  |
|                        |                     | Giacomo I da Carrara  | Marsilio                 |  |  |       |  |  |                   |  |  |                   |  |
|                        |                     | Giacomo I da Carrara  | Marsilio                 |  |  |       |  |  |                   |  |  |                   |  |
|                        |                     | Giacomo I da Carrara  | …                        |  |  |       |  |  |                   |  |  |                   |  |
| Taddea da Carrara      |                     | Giacomo I da Carrara  |                          |  |  |       |  |  |                   |  |  |                   |  |
|                        |                     | Elisabetta Gradenigo  | Pietro Gradenigo         |  |  |       |  |  |                   |  |  |                   |  |
|                        |                     | Elisabetta Gradenigo  | Pietro Gradenigo         |  |  |       |  |  |                   |  |  |                   |  |
|                        |                     | Elisabetta Gradenigo  | Tommasina Morosini       |  |  |       |  |  |                   |  |  |                   |  |
|                        |                     | Elisabetta Gradenigo  |                          |  |  |       |  |  |                   |  |  |                   |  |